# Чачке, Тина
Ти́на Ча́чке (нем. Tina Tchatschke) — немецкая кёрлингистка.

## Достижения
- Континентальный Кубок по кёрлингу (в составе команды «Европа»): золото (2006).

## Команды
| Сезон   | Четвёртый   | Третий        | Второй        | Первый             | Запасной                       | Турниры                              |
| ------- | ----------- | ------------- | ------------- | ------------------ | ------------------------------ | ------------------------------------ |
| 2005—06 | Андреа Шёпп | Моника Вагнер | Анна Хартельт | Мари-Тереза Роттер | Тина Чачке тренер: Райнер Шёпп | ЧЕ 2005 (11 место) ЧМ 2006 (4 место) |
| 2006—07 | Андреа Шёпп | Моника Вагнер | Анна Хартельт | Тина Чачке         |                                | ККК 2006                             |
| 2006—07 | Андреа Шёпп | Моника Вагнер | Анна Хартельт | Мари-Тереза Роттер | Тина Чачке тренер: Райнер Шёпп | ЧЕ 2006 (5 место)                    |

(скипы выделены полужирным шрифтом)